# Leptychaster inermis
Leptychaster inermis is een kamster uit de familie Astropectinidae.
De wetenschappelijke naam van de soort werd, als Parastropecten inermis, in 1905 gepubliceerd door Hubert Ludwig.